# Прокопьев, Константин Олегович
Константин Олегович Прокопьев (7 апреля 1993, Тюмень, Россия) — российский футболист, полузащитник.
Воспитанник тюменского футбола. В 2012 году дважды выходил на замену в конце матча в составе ФК «Тюмень» в первенстве ПФЛ. В 2012 году провёл пять неполных матчей за тверскую «Волгу». Затем играл за любительские клубы «Олимпик» Мытищи и «Квазар» Москва, из которого летом 2015 вместе с группой футболистов перешёл в армянскую «Мику». За клуб сыграл семь матчей в чемпионате Армении, принимал участие в матче за Суперкубок Армении. После окончания сезона вернулся в Россию.